# Anne Buijs
Anne Buijs est une joueuse néerlandaise de volley-ball née le 2 décembre 1991 à Geleen. Elle mesure 1,91 m et joue au poste de réceptionneuse-attaquante. Elle totalise 246 sélections en équipe des Pays-Bas. Elle est la fille de Teun Buijs actuel entraineur d'USC Münster.

## Biographie
Le 11 mars 2025, elle s'incline en finale de la Challenge Cup après la défaite de son équipe de Chieri '76 lors du match retour face au Rome Volley Club.

## Clubs
| Club                       | De        | À         |
| -------------------------- | --------- | --------- |
| VV Zaanstad                |           | 2006-2007 |
| TVC Amstelveen             | 2007-2008 | 2009-2010 |
| Asterix Kieldrecht         | 2010-2011 | 2010-2011 |
| Schweriner SC              | 2011-2012 | 2012-2013 |
| Busto Arsizio              | 2013-2014 | 2013-2014 |
| Lokomotiv Bakou            | 2014-2015 | 2014-2015 |
| Vakıfbank İstanbul         | 2015-2016 | 2015-2016 |
| Rio de Janeiro Volêi Clube | 2016-2017 | 2016-2017 |
| Nilüfer Belediye           | 2017-2018 | 2017-2018 |
| US ProVictoria Monza       | 2018-2019 | 2018-2019 |
| THY Spor Kulübü            | 2019-2020 | 2019-2020 |
| Praia Clube                | 2020-2021 | …         |

## Palmarès

### Équipe nationale
- Championnat d'Europe
  - Finaliste : 2015, 2017.

### Clubs
- Championnat du monde des clubs
  - Finaliste : 2017.
- Ligue des champions
  - Finaliste : 2016.
- Championnat sud-américain des clubs
  - Vainqueur : 2017.
- Challenge Cup
  - Vainqueur : 2019.
- Championnat de Belgique
  - Vainqueur : 2011
- Coupe de Belgique
  - Vainqueur : 2011
- Championnat des Pays-Bas
  - Vainqueur : 2008, 2009, 2010
- Coupe des Pays-Bas
  - Vainqueur : 2008, 2009, 2010
- Supercoupe des Pays-Bas
  - Vainqueur : 2009, 2010.
- Championnat d'Allemagne
  - Vainqueur : 2012, 2013.
- Coupe d'Allemagne
  - Vainqueur : 2012, 2013.
- Championnat d'Italie
  - Finaliste : 2014.
- Championnat d'Azerbaïdjan
  - Finaliste : 2015.
- Championnat de Turquie
  - Vainqueur : 2016.
- Supercoupe de Turquie
  - Finaliste : 2015.
- Championnat du Brésil
  - Vainqueur : 2017.
- Coupe du Brésil
  - Vainqueur : 2017.
- Supercoupe du Brésil
  - Vainqueur : 2016.

### Distinctions individuelles
- Championnat d'Europe de volley-ball féminin 2015: 2e meilleure réceptionneuse-attaquante[5].
- Championnat d'Europe de volley-ball féminin 2017: Meilleure réceptionneuse-attaquante[6].
- Challenge Cup féminine 2018-2019: MVP.